# Преодолител на минни заграждения
Преодолител на минни заграждения (минен преодолител) – военен съд или кораб с повишена живучест и непотопяемост, предназначен за осигуряване на преминаването на кораби и транспортни съдове през минни заграждения чрез унищожаването на мините. Контактните мини се взривяват със собствения корпус, безконтактните – чрез въздействие с магнитни, акустически, хидродинамични и други физически полета на детонаторите им. Минните преодолители се използват във флотовете на някои държави по времето на Втората световна война. От началото на 70-те г. на 20 век няма такива в състава на ВМС.
Преодолителите на минни полета от проекта 1256 „Алтайский комсомолец“ и „Естонский комсомолец“, в началото на 90-те години, влизат в състава на 40 Гвардейски дивизион базови миночистачи, Минен залив, град Талин.
Системата за управление на преминаването е дистанциона, екипаж напуска съда и той се управлява от флагмана в УКВ-диапазон, създавайки огромно магнитно поле, равно на голям кораб, движещ се със скорост приблизително 30-32 възела.